# Barron's

Logo

Barron's este o revistă financiară americană, care apare săptămânal. Revista este tipărită de publisherul Dow Jones & Company.
Revista Barron's a fost tipărită prima dată în anul 1921. Numele revistei a fost ales după numele președintelui de atunci al companiei Dow Jones & Company, Clarence W. Barron, care a fost la conducerea companiei din anul 1912 până la moartea sa în anul 1928.
Revista publică un top anual al celor mai mari 100 de companii publice, ordonate în funcție de reputația lor, numit Barron's Most Respected.